# Ntam
Ntam est un village du Cameroun, situé dans la région de l'Est, dans le département du Haut-Nyong et dans la commune de Lomié.

## Population
D'après le recensement de 2005, le village comptait 48 habitants, dont 25 hommes et 23 femmes.

## Économie
L'économie du village est principalement agricole, l'agriculture de rente et l'agriculture vivrière étant les principales productions.

## Végétation, faune et flore
Deux formations végétales sont caractéristiques : la forêt dense et les savanes péri-forestières. La faune, très riche, est marquée par la présence de nombreux ongulés, rongeurs, mais aussi par des reptiles, varans, crocodiles, etc..

## Religion
- Christianisme protestant
- Christianisme Catholique
- Islam

## Langue
- Ndjem (langue)